# Aczarisckali (wieś)
Aczarisckali (gruz. აჭარისწყალი) – wieś w Gruzji, w republice autonomicznej Adżarii, w gminie Chelwaczauri, nad rzeką o tej samej nazwie. W 2014 roku liczyła 274 mieszkańców.